# Meisterwerk 1
Meisterwerk 1 è una raccolta della Doom metal band inglese My Dying Bride.

## Tracce
1. "Symphonaire Infernus Et Spera Empyrium" (demo version) – 8:55
2. "The Crown of Sympathy" – 12:11 (daTurn Loose The Swans)
3. "The Grief of Age" – 4:10
4. "A Kiss to Remember" – 7:32 (da Like Gods of the Sun)
5. "Grace Unhearing (Portishell Mix)"  – 7:07
6. "For You" – 6:37 (daLike Gods of the Sun)
7. "Unreleased Bitterness" – 7:42 (da Unreleased Bitterness)
8. "Sear Me III" – 5:27 (daThe Light at the End of the World)
9. "The Cry of Mankind" (Bonus Video Track) – 4:36 (da The Angel and the Dark River)

## Formazione
- Aaron Stainthorpe - voce
- Andrew Craighan - chitarra
- Calvin Robertshaw - chitarra
- Adrian Jackson - basso
- Martin Powell - violino
- Rick Miah - batteria
- Jonny Maudling - tastiere